# 1631 en arts plastiques
| Années des arts plastiques : 1628 - 1629 - 1630 - 1631 - 1632 - 1633 - 1634    |
| Décennies des arts plastiques : 1600 - 1610 - 1620 - 1630 - 1640 - 1650 - 1660 |

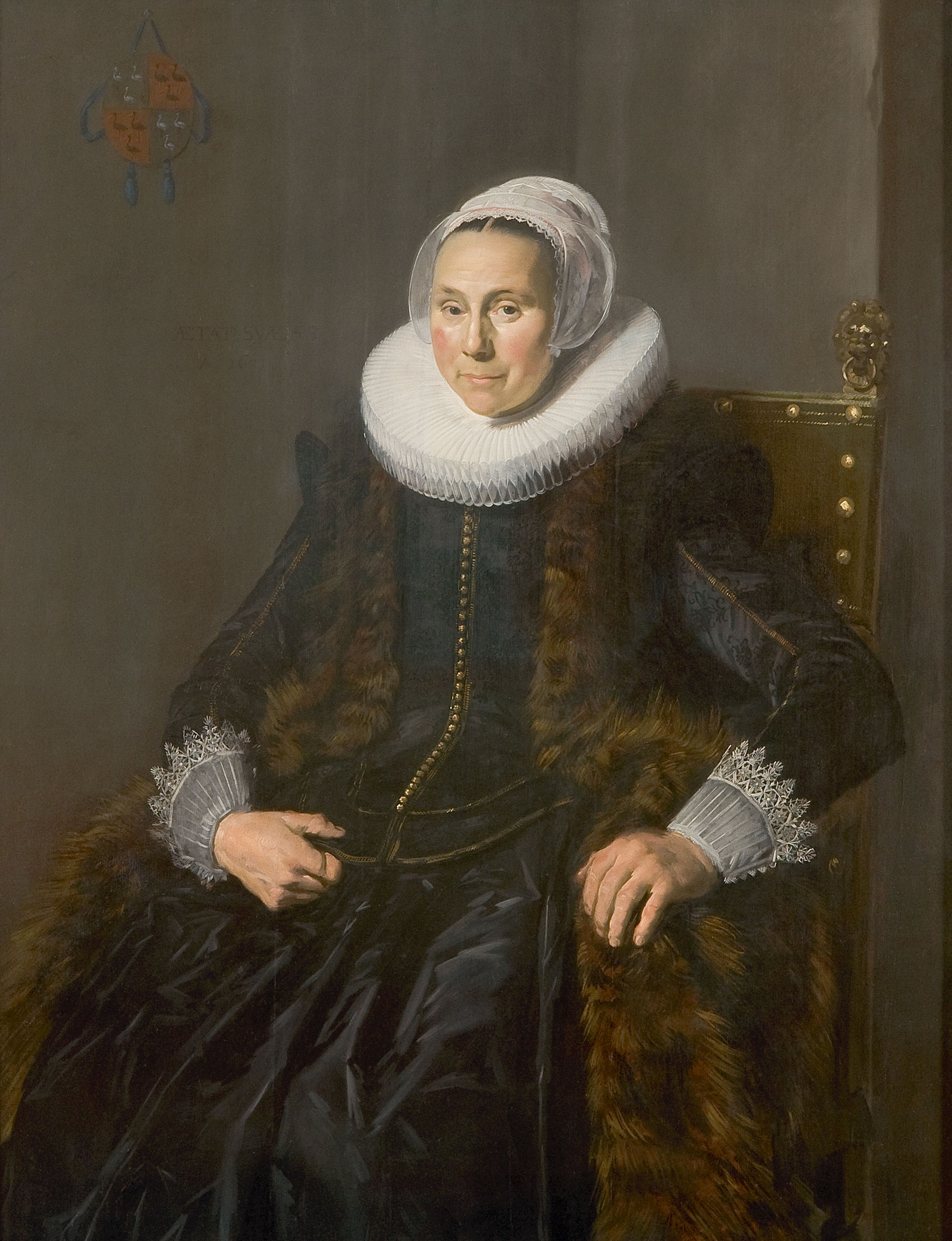
Portrait de Cornelia Voogt, Frans Hals.

Cette page concerne l'année 1631 en arts plastiques.

## Naissances
- 3 mars : Esaias Boursse, peintre néerlandais († 16 novembre 1672),
- 6 mai : Jean-Bernard Chalette, peintre français († 29 novembre 1684),
- 29 septembre : Johann Heinrich Roos, peintre allemand († 3 octobre 1685),
- 19 novembre : Nicolas de Plattemontagne, peintre et graveur français († 25 décembre 1706),
- 28 novembre : Abraham Brueghel, peintre néerlandais († 1690),
- 6 décembre : Antonio Zanchi, peintre  baroque italien de l'école vénitienne († 12 avril 1722),
- 10 décembre : Jean-Baptiste de Champaigne, peintre décorateur français († 27 octobre 1681),
- Germain Audran, graveur français († 1710),
- Vers 1631 :
- Abraham Hondius, peintre néerlandais († 17 septembre 1691).

## Décès
- 20 janvier : Jacob Matham, graveur et dessinateur des Pays-Bas espagnols puis des Provinces-Unies (° 15 octobre 1571),
- 28 mars : Juan van der Hamen, peintre espagnol (° 8 avril 1596),
- 29 mars : Jorge Manuel Theotocopouli, peintre, sculpteur et architecte espagnol (° 1578),
- 26 novembre : Juan de Uceda, peintre espagnol (° 1570),
- ? :
  - Giovanni Bernardo Carlone, peintre baroque italien de l’école génoise (° 1584),
  - Ulisse Ciocchi, peintre maniériste italien (° vers 1570),
  - Ortensio Crespi, peintre italien (° 1575),
  - Antonio Gandino, peintre maniériste italien (° 1560),
  - Emmanouíl Tzanfournáris, peintre grec (° 1570),
  - Tobias Verhaecht, peintre et dessinateur flamand (° 1561),
- Vers 1631 :
- Gervasio Gatti, paintre maniériste italien (° vers 1550).